# لرسوم
لرسوم (به هلندی: Leersum) یک منطقهٔ مسکونی در هلند است که در اوترختسه هئوفل‌روخ واقع شده‌است. لرسوم ۷٬۵۷۵ نفر جمعیت دارد.